# Faïza Guène
Faïza Guène (född 7 juni 1985 i Bobigny, en förort till Paris) är en fransk författare och filmare med algerisk bakgrund.

## Biografi
Som tonåring deltog Guène i en skrivarkurs och läraren lämnade hennes manus vidare till sin syster, som var förlagsredaktör. Debutromanen Kiffe Kiffe i morgon (original Kiffe kiffe demain) utkom 2004 och blev en succé. Faïza Guène sågs som en representant för Förortsfrankrike, och en del kritik har framförts mot att hon skrivit på förortsslang i stället för på klassisk franska.
I romanen "Kiffe Kiffe i morgon" berättar den 15-åriga Doria om sitt liv i förorten. För författaren var det viktigt att visa vardagen i förorten, inte bara våld och kriminalitet som tidningarna skriver om.
Guène var en av de 39 arabiska författare under 40 år som valdes ut till antologin Beirut 39, huvudprojektet när Beirut var Unescos bokhuvudstad 2009.

## Filmografi
- Rumeurs, 2002 (kortfilm)
- Mémoires du 17 octobre 61, 2002 (dokumentärfilm om Massakern i Paris 1961)
- Rien que des mots, 2004 (kortfilm)

### Antologi
- Samuel Shimon (red.), red (2010). Beirut 39: New Writing from the Arab World. Bloomsbury. ISBN 978-1-4088-0612-8

## Priser och utmärkelser
- Peter Pan-priset 2007